# 希韶閣琴瑟合譜
《希韶閣琴瑟合譜》，古琴譜，清光緒刊本，上下兩卷，古敦棲霞山黃曉珊纂輯。

## 琴譜介紹
首有自序及勞迺超序、歐陽宗瀛序，更有棲霞山人及獅山女史小傳及歐陽紀文題獅山女史傳後，與黃笏送棲霞山人歸湖南詩，次爲目錄及琴瑟須知、指法等，再次爲古譜，凡十六曲，卷後有光緒十六年歲次庚寅秋七月沙羨魯彝誠、古滇唐文浩、古泉潘江等三跋。